# Периферни уређаји
Периферни или периферијски уређај је било који помоћни уређај који се повезује и ради са рачунаром како би му доставио информације или добио информације од њега. Термин периферни уређај се односи на све хардверске компоненте које су повезане са рачунаром и које контролише рачунарски систем, али оне нису основне компоненте рачунара, као што су CPU или јединица за напајање. Другим речима, периферни уређаји се такође могу дефинисати као уређаји који се лако могу уклонити и прикључити на рачунарски систем.
Може се идентификовати неколико категорија периферних уређаја, на основу њиховог односа са рачунаром:
- улазни уређаји  шаље податке или упутства на рачунар, као што су миш,[4][5][6] тастатура,[7][8] графички таблет,[9][10][11][12] скенер слика,[13][14] читач бар кодова,[15] контролер за игре,[16][17] светлосна оловка,[18][19][20] светлосни пиштољ,[21][22] микрофон[23][24][25][26] и веб камера;[27][28]
- излазни уређаји обезбеђује излазне податке са рачунара, као што су компјутерски монитор,[29][30][31] пројектор,[32][33] штампач, слушалице и рачунарски звучник;
- улазно-излазни уређаји обављају улазне и излазне функције, као што су уређај за складиштење рачунарских података (укључујући диск драјв, ССД уређај, УСБ флеш уређај, меморијску картицу и касетофон), модем, мрежни адаптер и вишенаменски штампач.

Многи савремени електронски уређаји, као што су дигитални сатови, тастатуре и таблет рачунари са омогућеним интернетом, имају интерфејсе који се користе као периферни уређаји рачунара.